# Piotr Nilous
Piotr Alexandrovitch Nilous (russe : Пётр Александрович Нилус, né le 29 juin 1869 à Baltsky Uyezd, gouvernement de Podolie, dans l'Empire russe (Ukraine actuelle) et mort le 23 mai 1943 à Paris est un peintre et écrivain russe et ukrainien.

## Biographie
Le grand-père de Piotr Nilous a participé à la guerre patriotique de 1812. Il y a eu une certaine confusion sur l'origine du nom de famille « Nilous » en Russie. C'était principalement dans le contexte du mystique Sergueï Nilus, éditeur des Protocoles des Sages de Sion en Russie. L'ascendance de Sergueï Nilus a été diversement signalée comme suédoise ou suisse, mais des recherches plus récentes ont montré qu'il était d'origine Livonienne), et Gregor Schwartz-Bostunitsch a affirmé que le peintre Piotr Nilous était lié à Sergueï Nilus.
À l'âge de sept ans, Piotr Nilous déménage à Odessa où il étudie à l'école locale Pierre et Paul et suit les cours d'art de Kyriak Kostandi. Puis il fréquente l'Académie impériale des arts de Saint-Pétersbourg et s'associe aux expositions du mouvement les Ambulants (Peredvijniki). Contrairement à l'antisémite Sergueï Nilus, Piotr Nilous a épousé une juive, dénommée Berta Solomonovna, et en 1906 avec Korneï Tchoukovski, il participe à une collecte littéraire et artistique au profit des enfants juifs orphelins lors du pogrom d'octobre à Odessa.
Pendant la guerre civile russe, en 1920, il émigre à Paris où il travaille jusqu'à sa mort en 1943. Piotr Nilous a été un ami d'Alexandre Kouprine et d'Ivan Bounine. Pendant plusieurs années, ce dernier et Piotr Nilous ont habité à Paris dans le même immeuble de la rue Jacques-Offenbach[réf. souhaitée]. Ils ont échangé une correspondance intense : il a été publié plus d'une centaine de lettres de Piotr Nilous à Ivan Bounine.

## Vie privée
Dans son acte de décès, il est déclaré fils d'Alexandre Nilous et de Mélanie Slovetzky, époux de Bassia Lipovsky, domicilié à Paris au 1, rue Jacques-Offenbach, et décédé au 60, rue Violet (ancienne clinique de la rue Violet).

## Expositions
- En 1926, la galerie parisienne Bernheim-Jeune expose ses œuvres[6].
- Le musée Charles de Bruyères à Remiremont organise une exposition en 1985 [7].
- Les galeries Wally Findlay à Paris lui consacrent une exposition à Paris en 1986[8], puis une autre à New York en 1988[9].
- En 2021, il figure dans l'exposition intitulée Hier, aujourd'hui et toujours. Odessa dans la collection de Vadim Morokhovsky au musée d'Art occidental et oriental d'Odessa[10].

## Collections publiques
Russie
- Iaroslavl, musée d'Art : Dans la rue, 1894, étude.
- Moscou :
  - musée d'état d'Histoire de la littérature russe V.I. Dalya : Portrait d'Anton Tchekhov, 1905.
  - musée national d'Art moderne occidental : Nature morte aux poivrons, 1932.
- Voronej, musée d'Art régional Vi N. Kramskoy :
  - Fleurs blanches dans un vase en verre, années 1930 ;
  - Promenade dans le parc printanier, années 1940.

Ukraine
- Kiev, musée national d'Art : Repos à l'atelier, 1896.
- Odessa, musée d'Art : Sur le pont, 1898.

Œuvres de Piotr Nilous
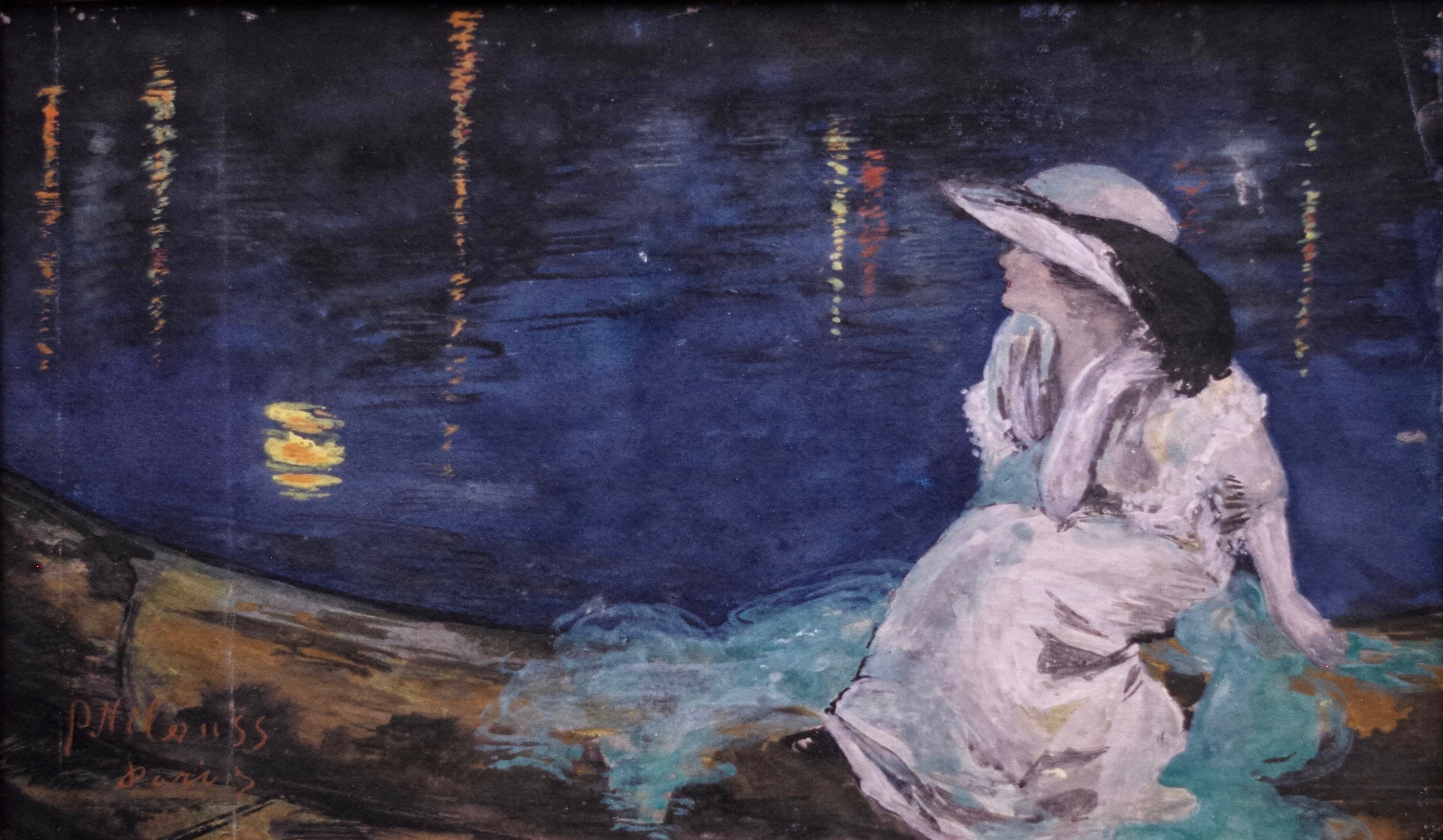
Femme regardant la Seine à Paris.
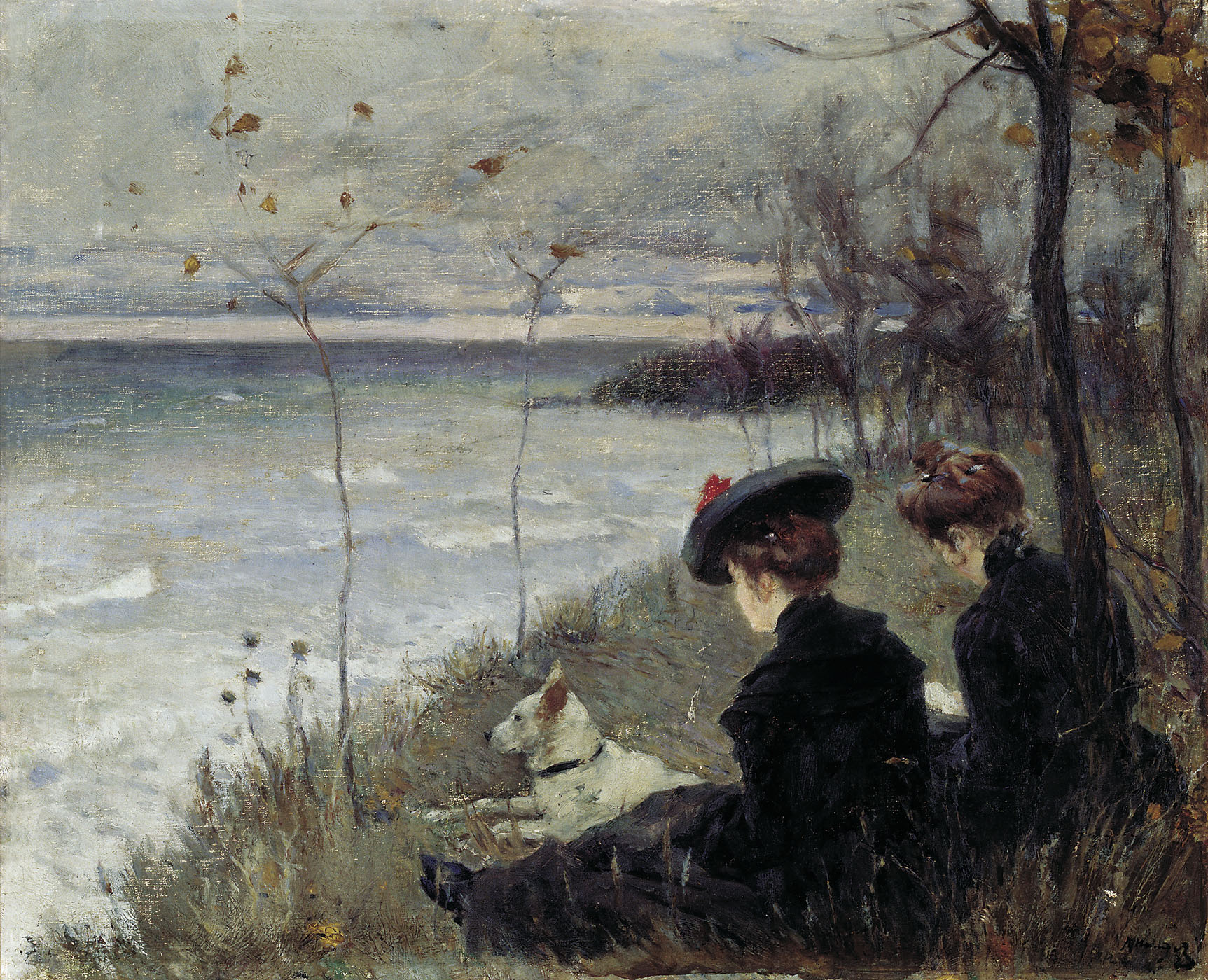
Automne (1893), localisation inconnue.
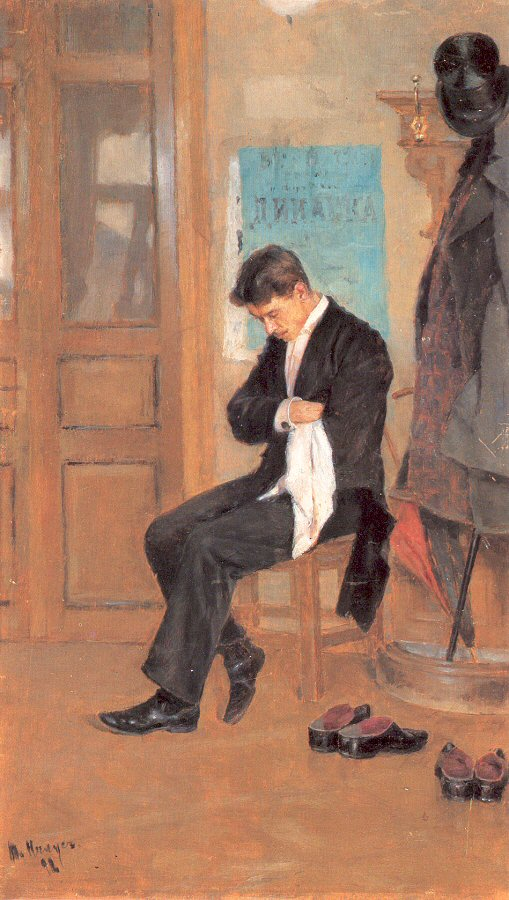
Valet de pied (matin) (1898), localisation inconnue.
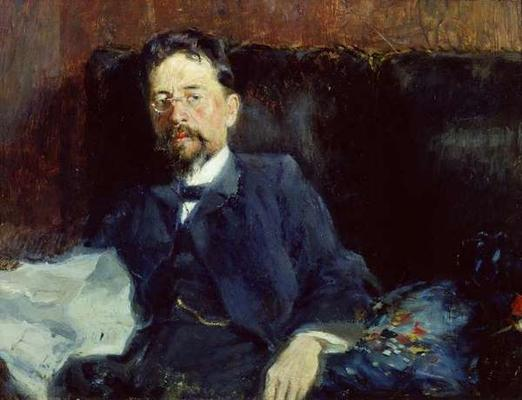
Portrait d'Anton Tchekhov (1905), Moscou, musée d'état d'Histoire de la littérature russe V.I. Dalya.
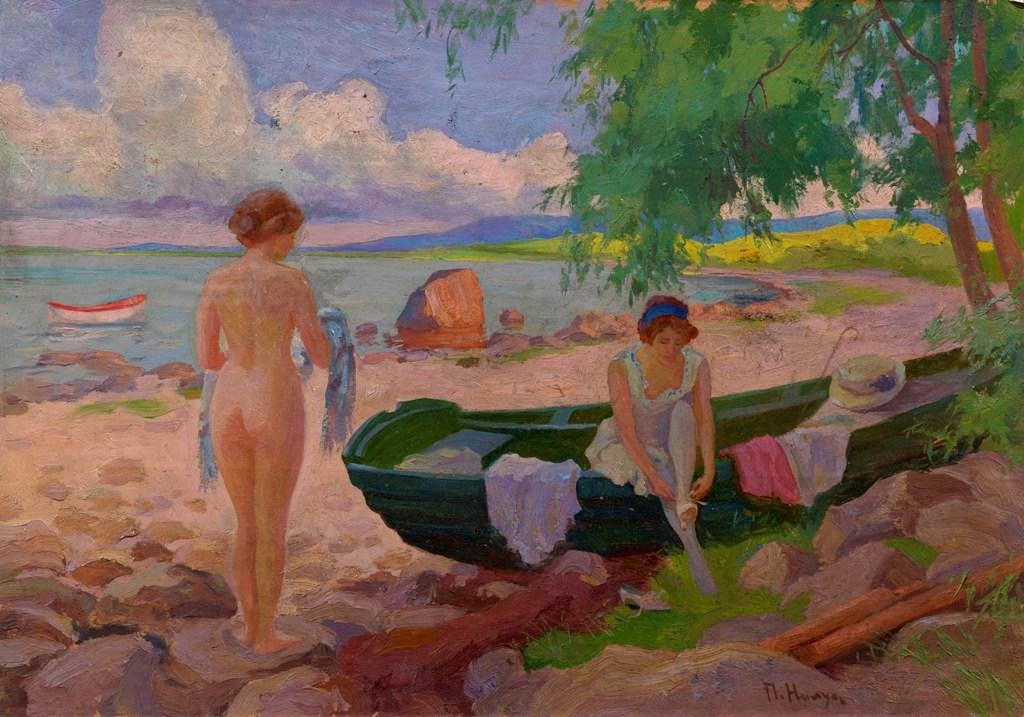
Sur la plage (vers 1910), localisation inconnue.
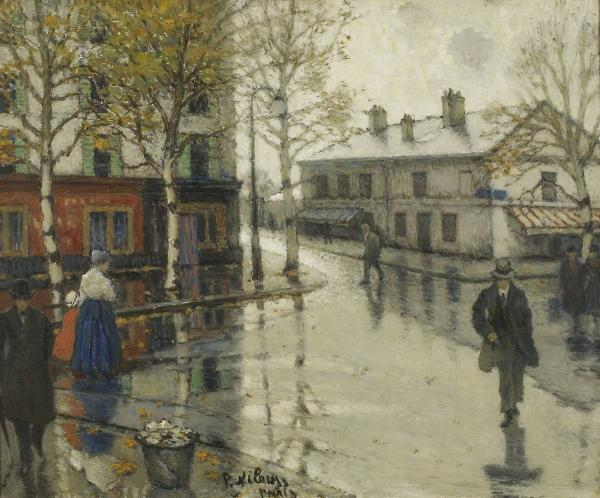
Après la pluie (vers 1910), localisation inconnue.
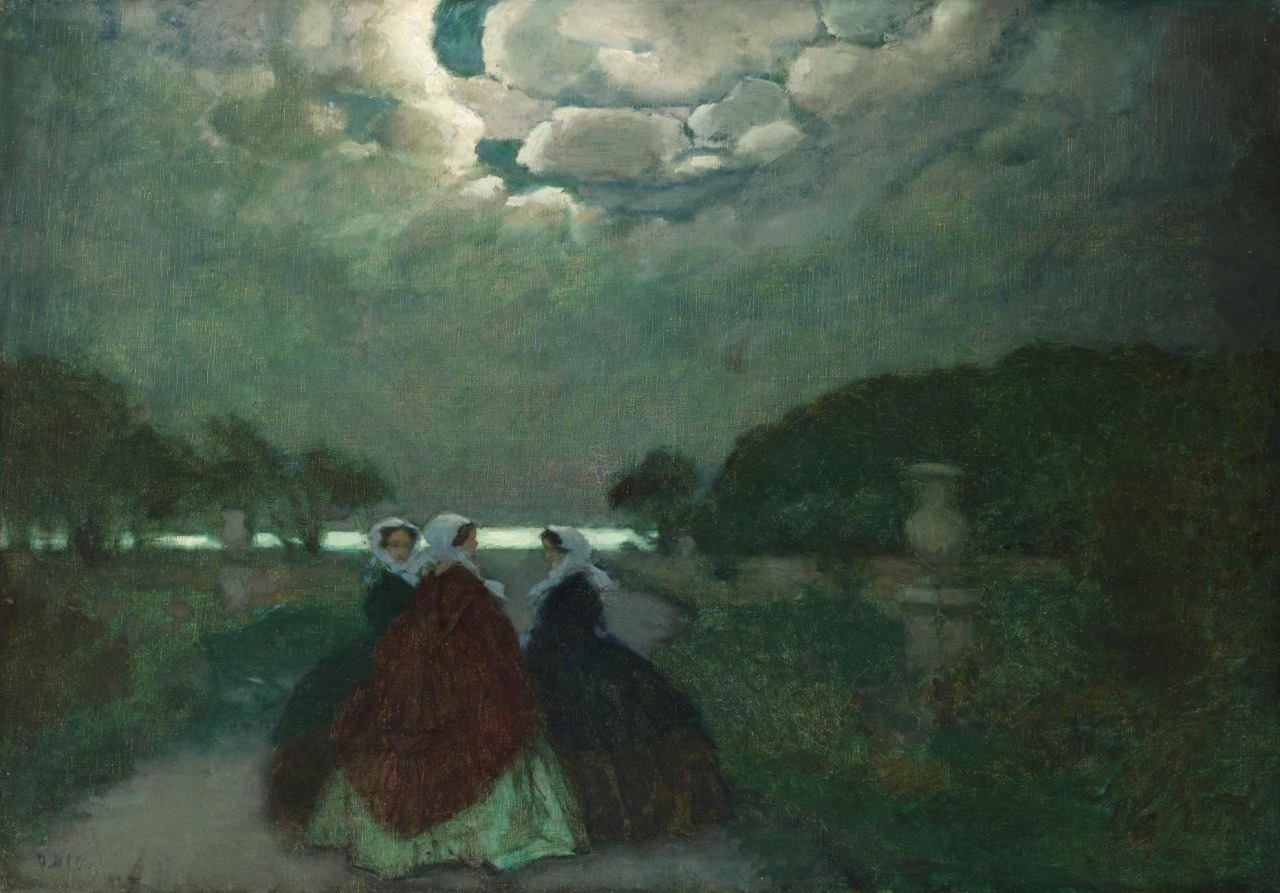
Trois Femmes dans le parc (vers 1910), localisation inconnue.

France
- Remiremont, Musée Charles de Bruyères : 
  - Nature morte aux marguerites et au chandelier
  - Le parc de Contexeville, étude
  - Place de la Contrescarpe
  - Paysage romantique, années 1930.
  - Vaisselle bleue et poivrons, Paris, vers 1933.